# Бракке, Вильгельм
Вильгельм Бракке, полное имя Герман Август Франц Вильгельм Готтард Бракке (нем. Wilhelm Bracke; Hermann August Franz Wilhelm Gotthard Bracke; 29 мая 1842 года, Брауншвейг — 27 апреля 1880 года, там же) — деятель немецкого рабочего движения второй половины XIX века. Один из эйзенахцев и лидеров Социал-демократической рабочей партии Германии. Книготорговец и издатель по профессии.

## Биография
Родился в семье мельника. Во время учёбы в коллегиуме стал членом Всеобщего германского рабочего союза, который основал Фердинанд Лассаль. После смерти Лассаля присоединился к Социал-демократической рабочей партии Германии, основанной в 1869 году. В 1872 году стал первым эйзенахцем, избранным в городской совет Брауншвейга. В 1877 избран депутатом рейхстага.
Под конец жизни идеологически начал поддерживать Карла Маркса и Фридриха Энгельса.
Был женат на Эмили Вальтер, которая родила ему пятерых детей.